# Фрезерувальник

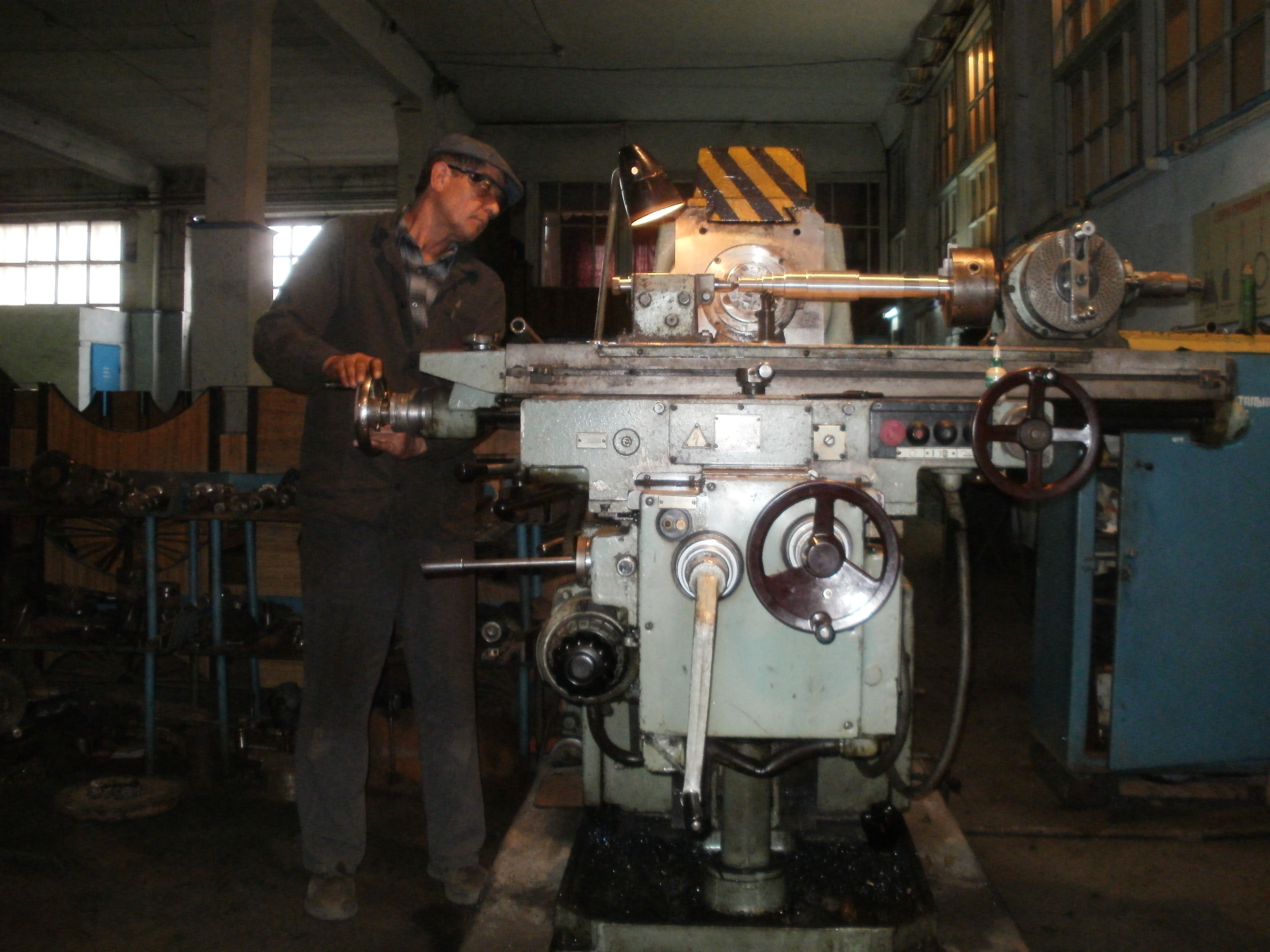
Фрезерувальник за роботою

Фрезерувальник (від нім. Fräser; робітник-верстатник) — фахівець по роботах на фрезерному верстаті. Виконує на фрезерному верстаті обробку металевих виробів. За кресленням деталі та технологічною картою визначає послідовність обробки деталі. За допомогою вимірювальних інструментів перевіряє відповідність деталі кресленнями. Використовує електромеханічне обладнання (фрезерний верстат) і вимірювальні інструменти.